# خاویر کوهن
خاویر کوهن (عربی: خافيير كوهيني ميراليس؛ زادهٔ ۳ مهٔ ۱۹۸۷) بازیکن فوتبال اهل پاراگوئه است.
از باشگاه‌هایی که در آن بازی کرده است می‌توان به باشگاه فوتبال ریور پلاته، باشگاه فوتبال پاسوژ د فریرا، باشگاه فوتبال ویتوریا ستوبال، و باشگاه ورزشی اولیاننسه اشاره کرد.
وی همچنین در تیم ملی فوتبال فلسطین بازی کرده است.